# Federația Română de Rugby
Federația Română de Rugby (FRR) este forul conducător al rugby-ului din România. Este responsabilă de organizarea Diviziei Naționale, Diviziei A, Cupa Națiunilor World Rugby și a echipei naționale de rugby.

## Istorie

Stema veche

Federația Română de Rugby a fost înființată în anul 1931, și a fost și unul dintre membrii ce au fondat FIRA, în 1934. A fost afiliată la International Rugby Board în 1987, când echipa națională a fost invitată să joace în Campionatul Mondial Inaugural.

## Președinți
| Nume                  | Perioadă     |
| --------------------- | ------------ |
| Grigore Caracostea    | 1915–1940    |
| Ion Petrescu          | 1940–1941    |
| Dumitru Tănăsescu     | 1941–1942    |
| Nicolae Chrissoveloni | 1942–1943    |
| Șerban Ghica          | 1943–1945    |
| Paul Nedelcovici      | 1945–1946    |
| Grigore Preoteasa     | 1947         |
| Ascanio Damian        | 1947–1952    |
| Mihai Nicolau         | 1952–1953    |
| Emil Drăgănescu       | 1953–1967    |
| Corneliu Burada       | 1967–1982    |
| Emil Drăgănescu       | 1982–1984    |
| Marin Cristea         | 1984–1989    |
| Emil Ghibu            | 1989         |
| Mihai Nicolescu       | 1990–1992    |
| Viorel Morariu        | 1992–1998    |
| Dumitru Mihalache     | 1998–2001    |
| Octavian Morariu      | 2001–2003    |
| George Straton        | 2003–2009    |
| Alin Petrache         | 2009–2014    |
| Hari Dumitraș         | 2014–2017    |
| Alin Petrache         | 2017–prezent |